# Time Time
Singles par Trei degete
Spaceship
(2023)
Singles par Squeezie
Arrêtez
(2021) Spaceship
(2023)
Singles par Myd
Loverini
(2021) Spaceship
(2023)
Time Time est une chanson parodique sortie en 2021, interprétée par le groupe français Trei Degete (Squeezie, Myd et KronoMuzik). Elle parodie toutes les caractéristiques des hits des années 2000, de la mélodie, aux paroles, en passant par le clip.
Cette chanson est créée dans le cadre d'un défi, imaginé par le vidéaste Squeezie, au cours duquel deux trios s'affrontent pour concevoir le meilleur hit des années 2000 en seulement trois jours. Elle est la deuxième vidéo la plus vue sur la chaine de Squeezie, avec 60 millions à la fin 2023 et est la deuxième version du hit de l’été déjà disponible depuis 2019 avec 22,5M de vue en Novembre 2024, où on peut y retrouver les vidéastes Joyca, Freddy et Kezah. 
Le single est publié sur les plateformes de téléchargement, mais aussi en une version physique (CD 2 titres), dont tous les bénéfices liés aux ventes sont reversés au Secours populaire français. Le morceau rencontre un vif succès et parvient même à être certifié single de diamant.

## Genèse
Deux ans après avoir cherché à réaliser le meilleur hit de l'été en trois jours, défi qui avait conduit à la sortie et au succès de deux singles : Bye Bye et Mirador, le vidéaste Squeezie se lance dans un nouveau défi.
Dans une vidéo durant un peu plus d'une heure, intitulée « qui fera le meilleur hit des années 2000 ? (en 3 jours) », publiée le 11 novembre 2021 sur sa chaîne YouTube, Squeezie se donne le défi, avec Myd, KronoMuzik, Maskey, Le Motif et S2keyz de créer deux hit des années 2000 en trois jours.
Pour l'occasion, deux trios sont constitués : Squeezie, Myd et KronoMuzik d'une part et Maskey, Le Motif et S2keyz de l'autre. La vidéo permet ainsi de voir l'avancement des deux projets, du point de vue de chaque trinôme, puisque ce n'est qu'au terme des trois jours qu'ils découvrent la composition de l'autre. De cette vidéo naissent deux titres : Time Time de Trei Degete (Squeezie, Myd et KronoMuzik) et Offishal d'Ambiance Skandal (Maskey, Le Motif, S2keyz et Toldya). Elles reprennent tous les clichés des hits des années 2000, tant au niveau du rythme que des paroles,.

## Analyse
Time Time est un titre aux sonorités folk et electro. Il est intégralement chanté en roumain. Le trio Trei Degete (« Trois doigts » en roumain) s'est notamment inspiré de Dragostea din tei un single du groupe O-Zone, sorti en 2004, mais aussi de Stach Stach, single du groupe parodique Bratisla Boys,.

## Version physique
Contrairement au précédent défi (créer le meilleur hit de l'été), où le gagnant avait été départagé selon le nombre de vues du clip, publié sur YouTube, cette fois-ci, c'est selon le nombre de ventes physiques du single que le gagnant du duel est départagé.
Ainsi, les deux singles sortent dans une version CD 2 titres, avec le morceau et une version instrumentale, lequel est glissé dans une pochette cartonnée.
Ces derniers sont en vente, au prix de 4,90 €, pendant 30 jours (entre le 15 novembre, 18 h et le 15 décembre 2021, 18 h) sur le site hits2000.fr, spécialement créé pour l'occasion, qui permet d'ailleurs de voir en temps réel le nombre de ventes de chaque single,. Grâce à un partenariat avec l'enseigne Lidl, ils sont aussi en vente (aux mêmes dates), dans tous les magasins de France.
L'ensemble des bénéfices liés à la vente des CD est reversé au Secours populaire français.

## Accueil
| Titre     | Année | Meilleure position | Meilleure position | Meilleure position | Meilleure position | Certification    |
| Titre     | Année | FRA                | BEL (WAL)          | SUI                | SUI (ROM)          | Certification    |
| --------- | ----- | ------------------ | ------------------ | ------------------ | ------------------ | ---------------- |
| Time Time | 2021  | 8                  | 10                 | 30                 | –                  | France : Diamant |

Publié le 15 novembre 2021 sur YouTube, en 24 h, le titre dépasse 3 millions de vues et ce chiffre double en deux jours. Une semaine plus tard, ce chiffre monte à plus de 12 millions.
Lors de sa publication sur les plateformes de téléchargement, en seulement deux jours, le single parvient à se classer en tête des écoutes en France sur Spotify et sur Deezer, mais aussi, après quelques jours, dans le haut du classement roumain,,.
Au lendemain de l'ouverture des ventes physiques, Time Time cumule 23 400 ventes sur le site hits2000.fr. Au bout de cinq jours, ce chiffre grimpe à 41 500.
En un mois, Time Time est certifié single d'or, avant d'obtenir, trois mois plus tard, la certification platine.

## Clip vidéo
Dans le clip vidéo, Trei Degete voyage dans le temps, passant du Far West, au Moyen Âge jusqu'à une époque futuriste dans laquelle ils font un concert acclamé par une foule de faux sosie de Crazy Frog, volontairement créé avec de mauvais effets spéciaux. Le clip intègre également des références au jeu vidéo Just Dance.
Celui-ci est réalisé par Théodore Bonnet.